# موتور مريم بامري
موتور مريم بامري (بالإنجليزية: Mowtowr-e Marim Bamri)‏ هي منطقة سكنية تقع في سيستان وبلوتشستان في إيران.